# WTA Las Vegas
Das WTA Las Vegas (offiziell: Buick Riviera Classic) ist ein ehemaliges Damen-Tennisturnier der WTA Tour, das in der Stadt Las Vegas, Vereinigte Staaten, ausgetragen wurde.

## Siegerliste

### Einzel
| Jahr                       | Siegerin      | Finalgegnerin    | Ergebnis      |
| -------------------------- | ------------- | ---------------- | ------------- |
| ↓ Virginia Slims Circuit ↓ |               |                  |               |
| 1971                       | Ann Jones     | Billie Jean King | 7:5, 6:4      |
| ↓ Colgate Series ↓         |               |                  |               |
| 1980                       | Andrea Jaeger | Hana Mandlíková  | 7:5, 4:6, 6:3 |

### Doppel
| Jahr                       | Siegerinnen              | Finalgegnerinnen                | Ergebnis      |
| -------------------------- | ------------------------ | ------------------------------- | ------------- |
| ↓ Virginia Slims Circuit ↓ |                          |                                 |               |
| 1971                       | Françoise Dürr Ann Jones | Rosie Casals Billie Jean King   | 0:6, 6:2, 6:4 |
| ↓ Colgate Series ↓         |                          |                                 |               |
| 1980                       | Kathy Jordan Anne Smith  | Martina Navratilova Betty Stöve | 2:6, 6:4, 6:3 |